# Severomorsk
Severomorsk (del ruso: Северомо́рск) es una ciudad cerrada y un puerto del óblast de Múrmansk, en Rusia. Está situada a 25 km al norte de Múrmansk en la ribera oriental del fiordo de Múrmansk. Hasta el 18 de abril de 1951 se llamaba Váyenga como el río en cuya orilla está ubicada.
Severomorsk es la principal base naval de la Flota del Norte de la Armada de la Federación Rusa.

También se encuentran en Severomorsk tres bases aéreas de la Aviación Naval de la Flota del Norte: Severomorsk-1, Severomorsk-2 actualmente en desuso donde se encuentra el museo de la aviación naval de Safónovo, dedicado al piloto Borís Safónov, y Severomorsk-3.
En 2023, el ókrug urbano de Severomorsk tenía una población de 50 949 habitantes, de los cuales 43 394 vivían en la propia ciudad y el resto repartidos en tres pedanías: el asentamiento de tipo urbano de Safónovo y las localidades rurales de Severomorsk-3 y Shchukozero. Hasta 2015, pertenecía también este ókrug urbano el asentamiento de tipo urbano de Rosliakovo, que actualmente es un barrio de la ciudad de Múrmansk.

## Ciudades hermanadas

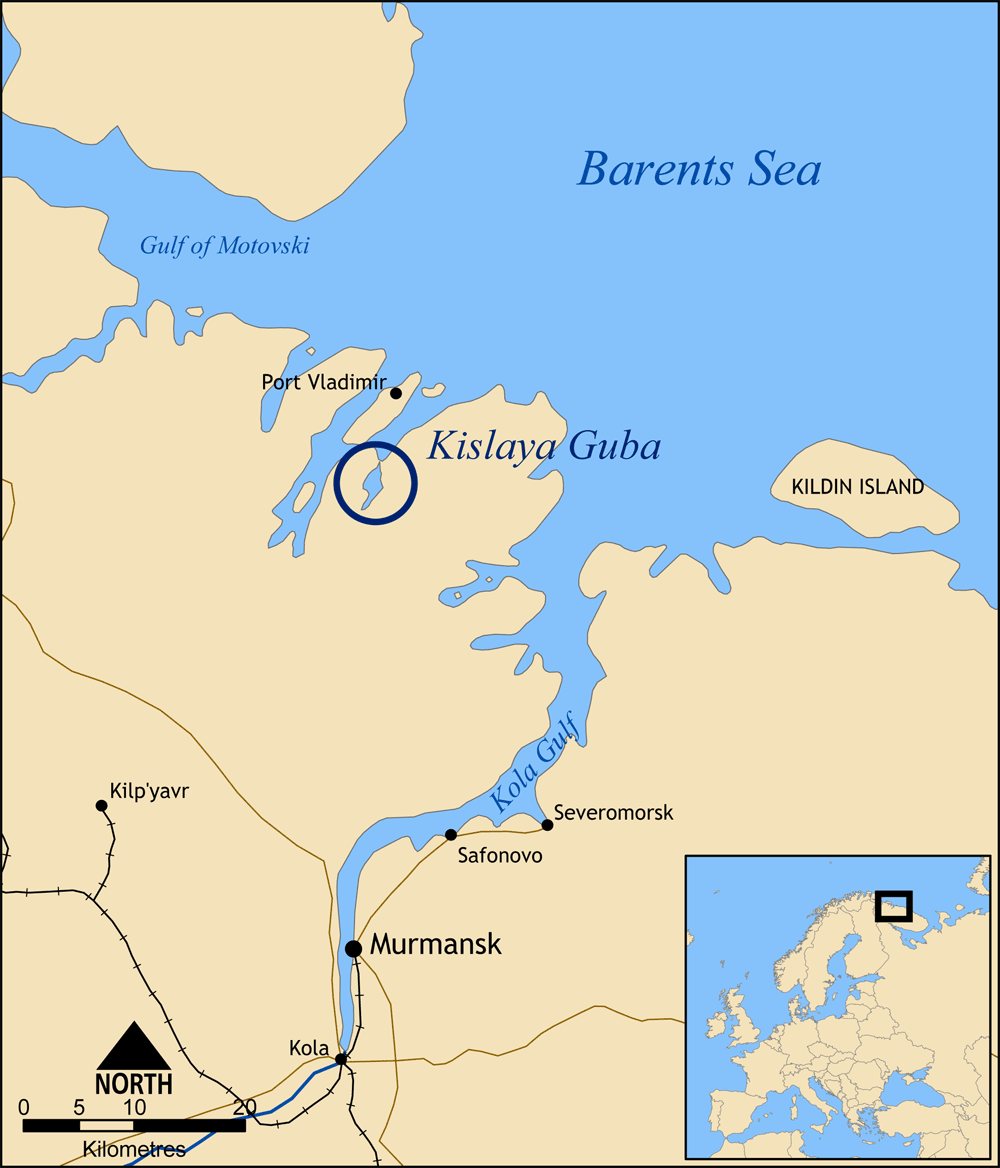
Mapa de la bahía de Kíslaya y Severomorsk

- Tervola - Finlandia
- Kemi - Finlandia
- Sør-Varanger - Noruega